# Шеболтаево
Шеболтаево — деревня в Духовщинском районе Смоленской области России. Входит в состав Добринского сельского поселения. Население — 14 жителей (2007 год).

## География
Расположена в северной части области в 48 км к северу от Духовщины, окружена лесами.

## История
В годы Великой Отечественной войны деревня была оккупирована гитлеровскими войсками в июле 1941 года, освобождена в сентябре 1943 года.

## Население
| 2007 |
| ---- |
| 14   |

## Транспорт
В 1,5 км от деревни проходит местная автодорога Озёрный — Жарковский. Ближайшая ж.-д. станция Жарковский (тупиковая) расположена в 25 км к северу от деревни.